# Ferro-eckermannite
La ferro-eckermannite è un minerale non ancora approvato dall'Associazione Mineralogica Internazionale (IMA) appartenente al supergruppo dell'anfibolo, all'interno del quale viene collocato nel "gruppo degli anfiboli con W(OH,F,Cl)-dominante" e da lì al sottogruppo degli anfiboli di sodio dove occupa un posto nel "gruppo contenente la radice eckermannite nel nome"; essendo un anfibolo, appartiene agli inosilicati e pertanto alla famiglia minerale dei "silicati", e possiede composizione chimica NaNa2(Fe2+4Al)Si8O22(OH)2.
La ferro-eckermannite è definita con:
- catione sodio dominante in posizione A
- catione ferro ferroso Fe2+ dominante in posizione C2+
- catione alluminio Al3+ dominante in posizione C3+
- anione idrossile OH dominante in posizione W.

## Etimologia e storia
La ferro-eckermannite prende il nome dal suo contenuto di ferro e per la sua relazione con l'eckermannite (NaNa2(Mg4Al)Si8O22(OH)2) che in posizione C2+ possiede il magnesio e non il ferro.

## Classificazione
La classica nona edizione della sistematica dei minerali di Strunz, aggiornata dall'Associazione Mineralogica Internazionale fino al 2009, elenca la ferro-eckermannite nella classe "9. Silicati (germanati)" e da lì nella sottoclasse "9.D Inosilicati"; questa viene ulteriormente suddivisa in base alla struttura del minerale, in modo tale da che la ferro-eckermannite possa essere trovata nella sezione "9.DE Inosilicati con catene doppie di periodo 2, Si4O11; clinoanfiboli" dove forma il sistema nº 9.DE.25.
Tale classificazione resta invariata anche nell'edizione successiva, proseguita dal database "mindat.org" e chiamata Classificazione Strunz-mindat.
Nella Sistematica dei lapis (Lapis-Systematik) di Stefan Weiß la ferro-eckermannite si trova nella classe dei "silicati" e nella sottoclasse degli "inosilicati"; qui il minerale si trova nella sezione di quelli che hanno struttura "[Si4O11] a due bande 6-; gruppo degli anfiboli; anfiboli alcalini" dove forma il sistema nº VIII/F.08.
Anche la classificazione dei minerali secondo Dana, usata principalmente nel mondo anglosassone, elenca la ferro-eckermannite nella famiglia dei silicati; qui è nella classe degli "inosilicati: catene doppie non ramificate, W=2" e nella sottoclasse degli "inosilicati: catene doppie non ramificate, configurazione anfibolo W=2" dove forma il "gruppo 4, anfiboli di sodio" con il numero di sistema 66.01.03c.

## Abito cristallino
La ferro-eckermannite cristallizza nel sistema monoclino nel gruppo spaziale C2/m (gruppo nº 12).

## Origine e giacitura
La ferro-eckermannite è piuttosto rara ed è stata trovata solo in pochi siti: a Nymagee nel Nuovo Galles del Sud (Australia); a Minas Gerais (Brasile); nella cava di "Fountain" presso Fountain (contea di Pitt, Carolina del Nord - Stati Uniti); nella contea di Cumberland (Nuova Scozia) e a Mont-Saint-Hilaire (nel Montérégie), entrambe in Canada; nel distretto di Dong (nel Sichuan, Cina); nel distretto di Dėlgėrhaan (in Mongolia); sul monte Kukisvumchorr (oblast' di Murmansk) e nella Sacha (entrambe in Russia); ad Antsirabe (Madagascar); a Sermersooq (Groenlandia).

## Forma in cui si presenta in natura
La ferro-eckermannite è un minerale di colore verde e con durezza Mohs compresa tra 5 e 6.